# Sei gegrüßet, Jesu gütig
Partite diverse sopra il corale "Sei gegrüßet, Jesu gütig" (Salute a te, buon Gesù) BWV 768 è un'opera per organo di Johann Sebastian Bach.

## Storia
L'opera si compone di un corale e di undici brevi variazioni scritte su di esso. Essa rappresenta una delle prime opere di Bach, databile intorno al 1705, quando il giovane compositore era influenzato dallo stile delle partite di Georg Böhm, organista della Johanniskirche di Lüneburg, dove Bach era studente. Dietrich Buxtehude è un'altra probabile fonte d'ispirazione.
Le variazioni sono basate sull'antico inno luterano Sei gegrüßet, Jesu gütig. L'esecuzione del corale e delle undici variazioni necessita obbligatoriamente di un organo con pedaliera.
Bach compose il corale iniziale prendendo l'antica melodia tradizionale di "Sei gegrüßet, Jesu gütig", presentando poi una serie di variazioni secondo stili ognuno diverso dall'altro. Cinque delle undici variazioni rendono necessaria l'esecuzione su un organo con pedaliera. In tutte le melodia dell'inno è quasi sempre facilmente identificabile nella parte del soprano.
L'ultima variazione non è un pezzo brillante, la struttura a cinque voci ne sottintende un andamento adatto per far sentire le cinque voci.

## Struttura
1. Corale.
2. Partita I (à 2 Clav.).
3. Partita II.
4. Partita III.
5. Partita IV.
6. Partita V.
7. Partita VI.
8. Partita VII (à 2 Clav. e Ped.).
9. Partita VIII.
10. Partita IX (à 2 Clav. e Ped.).
11. Partita X (à 2 Clav. e Ped.).
12. Partita XI (à 5 voci in Organo pleno).

L'esecuzione del corale e delle undici variazioni dura circa venti minuti.